# Incidente de Tapani
El incidente de Tapani o el levantamiento de Tapani en 1915 fue uno de los mayores levantamientos armados de los indígenas y aborígenes taiwaneses, incluido Taivoan, contra el dominio japonés de Taiwán. Los nombres alternativos utilizados para referirse al incidente incluyen el Incidente del Templo Xilai en Tainan, donde comenzó la revuelta, y el Incidente de Yu Qingfang, debido al líder Yu Qingfang.

## Revuelta
Múltiples estaciones de policía japonesas fueron asaltadas por combatientes aborígenes y chinos han bajo las órdenes de Chiang Ting (Jiang Ding) y Yü Ch'ing-fang (Yu Qingfang). Los rebeldes declararon la República de Tai, cuya existencia solo duró 12 días antes de que se reprimiera la revuelta.

## Consecuencias
La historiografía taiwanesa moderna intenta retratar el incidente de Tapani como un levantamiento nacionalista desde una perspectiva china (unificación) o taiwanesa (independencia). La historiografía colonial japonesa intentó retratar el incidente como una instancia a gran escala de bandidaje dirigido por elementos criminales. Sin embargo, el incidente de Tapani difiere de otros levantamientos en la historia de Taiwán debido a sus elementos de milenarismo y religión popular, lo que permitió a Yu Qingfang reunir una fuerza armada importante cuyos miembros creían ser invulnerables al armamento moderno.
Las similitudes entre la retórica de los líderes del levantamiento de Tapani y la Sociedad de la Justicia Justa de la reciente Rebelión de los Boxer en China no se perdieron en las autoridades coloniales japonesas, y el gobierno colonial prestó más atención a la religión popular y tomó medidas para mejorar la administración colonial en el sur de Taiwán.
Los aborígenes continuaron con una violenta lucha armada contra los japoneses, mientras que la oposición violenta de los chinos Han se detuvo después de Tapani.